# Высшие состояния сознания
Высшие состояния сознания (англ. Higher States of Consciousness, также англ. Exceptional States of Mind) — класс изменённых состояний сознания, в которых, как считается, люди достигают повышенных уровней внимания, эмоций или когнитивных способностей. Эти состояния представляются переживающим их людям исполненными смысла, желательными и доставляющими приятные ощущения, однако для их достижения и поддержания (в отличие от других видов изменённых состояний сознания) требуются значительные усилия.
Согласно П. Тасси и А. Музе, подобные состояния сознания являются фокусом традиционных восточных практик психологического и духовного роста и характеризуются спонтанным возникновением в пассивном состоянии сознания ясных, выпуклых представлений, которые затем рационализируются в соответствии с системой верований индивида. Ими отмечается, что современная западная культура часто пренебрегает такими состояниями сознания или считает их патологическими.
Высшие состояния сознания с конца 1960-х годов являются одним из важнейших направлений исследований в трансперсональных исследованиях, в частности, трансперсональной психологии и трансперсональной психиатрии. С начала 1990-х годов в связи с развитием науки о сознании высшие состояния сознания стали широко исследоваться в других направлениях психологии и психиатрии, а также в различных областях нейронауки.

## Общие сведения
Все крупнейшие религии и многие философские системы говорят (зачастую в символической форме) о состояниях сознания, превосходящих обыденный человеческий опыт. Согласно этим учениям, в каждом человеке заложен потенциал, позволяющий ему выйти на качественно новый, более высокий уровень восприятия себя, окружающих и Вселенной. Достижение высших состояний сознания может быть обеспечено приверженностью определённым идеям, использованием практических методов и медитативных техник, в результате чего сознание трансформируется, очищается и обогащается.
Восточные цивилизации с давних времён традиционно уделяли высшим состояниям сознания намного больше внимания, чем Запад. Существование высших состояний сознания в этих цивилизациях считается само собой разумеющимся, причём эти состояния сознания играют важнейшую роль в самых разных сферах деятельности, включая поэзию, живопись, танцевальное искусство, традиционные боевые искусства и др. Восточные цивилизации на протяжении нескольких тысячелетий систематически занимались анализом природы высших состояний сознания и разработкой множества методик, позволяющих максимально эффективно достигать этих состояний. В этой связи западные исследователи чаще всего рассматривают высшие состояния сознания в контексте таких важнейших восточных традиций, как йога, веданта, буддизм и даосизм.

## История исследований
Одним из первых учёных на Западе, начавших исследования высших состояний сознания, стал канадский психиатр Ричард Морис Бёкк. В своей книге под названием «Космическое сознание. Исследование эволюции человеческого разума», впервые опубликованной в 1901 году (и многократно переиздававшейся впоследствии на многих языках), он выдвинул теорию, согласно которой существуют три уровня сознания:
- простое сознание, которым обладают высшие животные;
- самосознание, которым обладают все люди;
- космическое сознание, которое настолько же выше самосознания, насколько самосознание выше простого сознания.

В этой книге он рассмотрел мистический опыт Будды, Иисуса Христа, Магомета, Плотина, Данте, Уильяма Блейка, Оноре де Бальзака, А. С. Пушкина и других.
Один из основоположников психологической науки Уильям Джеймс в 1902 году опубликовал книгу под названием «Многообразие религиозного опыта», в которой описал эмпирическое разнообразие высших состояний сознания. Он полагал, что хотя существование этих состояний невозможно доказать объективно, они могут эмпирически изучаться наукой как с точки зрения когнитивных процессов, так и с точки зрения их воздействия на жизнь индивидов и социумов. Аналогичной точки зрения придерживался основоположник аналитической психологии Карл Густав Юнг.
В течение XX столетия экспериментальная психология не занималась исследованиями сознания вообще и исследованиями высших состояний сознания в частности. В 1960-е годы высшие состояния сознания начали изучать представители трансперсональной психологии (которая критикуется рядом учёных по причине отсутствия научных оснований и сомнительной эффективности практик на её базе). Кроме того, интерес к изучению сознания в целом начал возрождаться в когнитивной психологии. Взаимодействие между двумя этими психологическими субдисциплинами почти отсутствует, хотя имеются и исключения — такие, как Центр исследований сознания в Аризонском университете и проводимая им раз в два года конференция «На пути к науке о сознании»[значимость факта?].
В 1990-е годы исследованиями сознания в целом и исследованиями высших состояний сознания в частности начали заниматься и другие направления психологии. Кроме того, высшие состояния сознания начали изучаться в нейробиологии, где возникло множество новых смежных направлений, таких как нейрофилософия, нейротеология, нейрофеноменология и др. В настоящее время исследования высших состояний сознаний носят междисциплинарный характер.

## Основные эффекты
Достижение высших уровней внимания может происходить в двух противоположных формах: полная концентрация на одном объекте или, наоборот, одновременный охват всего сенсорно-перцептивного поля. Обычно при достижении этих высших состояний сознания у людей исчезает саморефлексия, они ощущают глубокое умиротворение.
Достижение высших уровней эмоций ведёт к интенсивному переживанию счастья, благополучия, сострадания, восторга или радости.
Достижение высших уровней когнитивных способностей сопряжено с ощущением озарения, глубокого понимания природы вещей, устройства мира, ощущением единства со Вселенной или тесной связи с более высокими духовными сферами или сущностями (к примеру, с Богом). В настоящее время наука не имеет данных о том, что люди в высших состояниях сознания действительно получают доступ к новой информации, однако субъективно подобное переживание несомненно присутствует. Кроме того, обычно такое знание невыразимо словами, и оно быстро исчезает при возвращении к обычному состоянию сознания или же утрачивает своё первоначальное субъективно переживаемое значение, становясь банальностью.

## Основные виды
Различные виды высших состояний сознания могут возникать по отдельности или в разнообразных комбинациях. Известны следующие виды высших состояний сознания:
- изменённые состояния сознания, достигаемые при помощи медитативных психотехник;
- оптимальное переживание и состояние «потока»;
- эйфория бегуна;
- осознанные сновидения;
- внетелесное переживание;
- околосмертные переживания;
- мистический опыт (рассматриваемое иногда как самое высшее из всех высших состояний сознания).

## Проблема объяснения причин и механизмов возникновения
Хотя высшие состояния сознания на протяжении достаточно долгого времени являются предметом исследований многих учёных и философов, удовлетворительного ответа на вопрос о причинах и механизмах возникновения этих состояний в настоящее время никем из них не представлено. Стив Тейлор отмечает, что в физикалистских теориях высших состояний сознания имеется тот же самый разрыв в объяснении, что и в теориях, пытающихся объяснить порождение сознания головным мозгом (и тем самым создающих трудную проблему сознания).
В когнитивных и нейропсихологических теориях предложены естественнонаучные, связывающие феномен с функционированием головного мозга, объяснения внетелесных переживаний (подкрепляемые всеми фактами о феномене), модели появления околосмертных переживаний, выявлены также некоторые нейрофизиологические корреляты состояния медитации. Высшие состояния сознания как частный случай изменённых состояний сознания плохо поддаются воспроизведению, очень субъективны и с трудом поддаются описанию, что затрудняет их научное изучение. В то же время любая удовлетворительная теория сознания должна объяснять их существование и возникновение. Однако успехи нейронаук дают всё больше уверенности, что за этими состояниями стоят определённые нейрональные корреляты, и что возможно будет определить структуры и механизмы мозга, ответственные за их возникновение и протекание. Так, в основе сновидений, гипноза, медитации и состояния потока могут лежать механизмы, которые понижают общую активность или связность активности префронтальной коры мозга, а источниками внетелесных и даже мистических переживаний может быть возбуждение некоторых частей височных областей. Аналоги околосмертных переживаний, в свою очередь, могут быть вызваны у здоровых людей применением некоторых препаратов, например, кетамина, или кислородного голодания.
Со второй точки зрения высшие состояния сознания, особенно внетелесные, околосмертные и мистические переживания, трактуются как указывающие на потенциальную независимость сознания от функционирования мозга. В рамках этого подхода являются важными эмпирические исследования, которые могли бы подтвердить этот тезис, так как его утверждение вызвало бы революцию в философии и науке в целом, не говоря уже о науке о сознании. В то же время существующие разработанные версии данного тезиса являются плохо фальсифицируемыми и не прогрессивными, но регрессивными исследовательскими программами по классификации Лакатоса, так как они не обладают предсказательной силой, а скорее постоянно приводятся в соответствие со всё более расширяющимся массивом эмпирических данных нейронаук, психофармакологии, сравнительной психологии, поведенческой генетики, эволюционной психологии, психологии развития и нейрофизиологии.